# (358) Apollonia
(358) Apollonia ist ein Asteroid des äußeren Hauptgürtels, der am 8. März 1893 vom französischen Astronomen Auguste Charlois am Observatoire de Nice bei einer Helligkeit von 12,5 mag entdeckt wurde.
Der Asteroid wurde nach Meinung des französischen Astronomen Michel-Alain Combes (* 1942) wahrscheinlich nach Apollonia, einer antiken Stadt in Illyrien an der Mündung des Aoos benannt, die in griechisch-römischer Zeit als kulturelles und kommerzielles Zentrum bekannt war. Julius Bauschinger, der Direktor des Astronomischen Rechen-Instituts in Berlin, veröffentlichte 1901 die Namen von 34 von Charlois entdeckten Asteroiden zwischen den Nummern (356) und (451). Im Text heißt es lediglich: „Nach Zustimmung des Herrn Charlois haben folgende von ihm entdeckten… Planeten nachstehende Namen erhalten.“ Es liegt daher nahe, dass die Namen vom Astronomischen Rechen-Institut ausgewählt wurden.

## Wissenschaftliche Auswertung
Aus Ergebnissen der IRAS Minor Planet Survey (IMPS) wurden 1992 Angaben zu Durchmesser und Albedo für zahlreiche Asteroiden abgeleitet, darunter auch (358) Apollonia, für die damals Werte von 89,5 km bzw. 0,05 erhalten wurden. Eine Auswertung von Beobachtungen durch das Projekt NEOWISE im nahen Infrarot führte 2011 zu vorläufigen Werten für den Durchmesser und die Albedo im sichtbaren Bereich von 90,5 km bzw. 0,05. Nach neuen Messungen mit NEOWISE wurden die Werte 2014 auf 90,1 km bzw. 0,05 korrigiert. Nach der Reaktivierung von NEOWISE im Jahr 2013 und Registrierung neuer Daten wurden die Werte 2015 zunächst mit 87,8 oder 93,4 km bzw. 0,04 angegeben und dann 2016 korrigiert zu 97,7 km bzw. 0,03, diese Angaben beinhalten aber alle hohe Unsicherheiten.
Photometrische Messungen des Asteroiden fanden erstmals statt am 3. September 1998 am Observatorium der United States Air Force Academy in Colorado. Die über einen Zeitraum von etwa sieben Stunden aufgezeichnete Lichtkurve zeigte nahezu keine Veränderung und ließ auf eine lange Rotationsperiode schließen. Dies konnte durch neue Beobachtungen vom 5. September bis 26. Oktober 2008 am Altimira Observatory in Kalifornien bestätigt werden. Es waren Messungen während 14 Nächten notwendig, um eine nahezu vollständige Lichtkurve zu erhalten, aus der sich eine Rotationsperiode von 50,6 h bestimmen ließ. (358) Apollonia ist demnach ein sehr langsamer Rotator.
Aus archivierten Daten des Asteroid Terrestrial-impact Last Alert System (ATLAS) aus dem Zeitraum 2015 bis 2018 konnte in einer Untersuchung von 2022 mit der Methode der konvexen Inversion eine Rotationsperiode von 25,31 h bestimmt werden.